# Palliduphantes milleri
Palliduphantes milleri là một loài nhện trong họ Linyphiidae.
Loài này thuộc chi Palliduphantes. Palliduphantes milleri được miêu tả năm 1972 bởi Starega.